# Федотов, Иван Дмитриевич
Ива́н Дми́триевич Федо́тов (род. 28 ноября 1996, Лаппеэнранта, Кюми) — российский хоккеист, вратарь клуба НХЛ «Филадельфия Флайерз». Заслуженный мастер спорта России, мастер спорта России международного класса.

## Биография
Родился в городе Лаппеэнранта. Имеет финские корни, в Финляндии жили его прабабушка и прадед, девичья фамилия матери — финская. Родители познакомились в Санкт-Петербурге. С 2000 года занимался в хоккейной секции.

### В России
Занимался в хоккейных школах петербургского СКА, московского ЦСКА, электростальского «Кристалла». Первый тренер — Игорь Щурков.
С 2013 по 2016 год выступал в МХЛ за молодёжный клуб «Нефтехимика» — «Реактор». За три сезона провёл 109 матчей.
В КХЛ дебютировал 12 декабря 2014 года в матче против «Сибири», заменив после двух периодов Александра Судницина. Этот матч стал его единственным за «Нефтехимик».
За «Салават Юлаев» провёл 4 матча в сезонах 2017/18 и сезонах 2018/19, после чего перешёл в «Трактор».
В 2021 году обменян на денежную компенсацию в ЦСКА. Завоевал Кубок Гагарина по итогам сезона 2021/22.
В июне 2023 года стал серебряным призёром чемпионата Вооружённых сил России в составе команды ВМФ.
Сезон 2022/23 пропустил, в сезоне 2023/24 вернулся и сыграл за ЦСКА 44 матча в регулярном чемпионате КХЛ при коэффициенте надёжности 2,37. В плей-офф сыграл 5 матчей, ЦСКА уступил в первом раунде «Локомотиву» (1-4). После сезона 2023/24 ЦСКА расторг контракт с Федотовым.

### В Северной Америке
29 марта 2024 года стал игроком клуба НХЛ «Филадельфия Флайерз». 1 апреля дебютировал в матче регулярного чемпионата против «Нью-Йорк Айлендерс», став 12-м российским вратарём в сезоне 2023/24.  Вышел на лёд перед стартом второго периода, отразив 19 бросков из 21. 
В апреле 2024 года подписал новый двухлетний контракт с клубом на общую сумму 6,6 (3,2 + 3,4) миллиона долларов.

### В сборной
В сборной России дебютировал в 2021 году на этапе Евротура в Чехии. В игре против Финляндии пропустил три шайбы за полтора периода, отразив чуть больше 70 % бросков.
Принимал участие в зимних Олимпийских играх 2022 года в Пекине в составе команды Олимпийского комитета России, завоевавшей серебро.

### Задержание
30 апреля 2022 года у Федотова закончился контракт с ЦСКА. В мае 2022 года стало известно, что хоккеист подписал годовой контракт с клубом НХЛ «Филадельфия Флайерз».
1 июля 2022 года давал интервью «Матч ТВ». На выходе из ледовой арены в Купчино был задержан при журналистах сотрудниками военного комиссариата без опознавательных знаков и посажен в фургон. Сотрудники СОБРа ждали хоккеиста в нескольких местах, где Федотов мог появиться. Был доставлен в военкомат на Загородном проспекте в Санкт-Петербурге, где пробыл до вечера 1 июля. При этом военный комиссариат города утверждал, что у них нет никакой информации о задержанном спортсмене. Формально комиссариат Санкт-Петербурга не мог привлечь Федотова к воинской службе: спортсмен зарегистрирован в Ленинградской области. Из военкомата Федотов был доставлен в Боткинскую инфекционную больницу, затем отправлен на дополнительное обследование в Военно-медицинскую академию, а потом — в военно-морской госпиталь. По словам адвоката спортсмена, ночью на 3 июля его, предположительно, отправили в Североморск. Позже СМИ сообщили, что он находится в Северодвинске и будет отправлен проходить службу на Новую Землю.
Вице-президент КХЛ по развитию молодёжного хоккея Александр Гуськов, президент ФХР Владислав Третьяк и хоккеист Александр Овечкин отказались комментировать происходящее. Высказывались мнения, что дело Федотова могло стать прецедентным из-за отсутствия действующего контракта с российским клубом и может полностью изменить систему отъезда российских игроков в НХЛ, а именно — спровоцировать массовый отток молодых спортсменов из России.

### Служба в вооружённых силах России
Службу в ВС России проходил в расположенной в Санкт-Петербурге Военно-морской академии. На протяжении всего срока службы тренировался и играл в составе команды ВМФ.

## Награды
- Медаль ордена «За заслуги перед Отечеством» I степени (2022 года) — за высокие спортивные достижения, волю к победе, стойкость и целеустремлённость, проявленные на XXIIV Олимпийских зимних играх 2022 года в городе Пекине (Китайская Народная Республика)[24]
- Почётное спортивное звание «Заслуженный мастер спорта России» (2022 год)[25][26]
- Спортивное звание «Мастер спорта России международного класса» (2023 год)[27]